# المبعوث الخاص للأمين العام إلى ميانمار
المبعوث الخاص للأمين العام إلى ميانمار هو الممثل الخاص للأمين العام للأمم المتحدة الذي تم إنشاؤه في عام 2018 للرد على الإبادة الجماعية للروهينجا وآثارها في ميانمار.

## قائمة المبعوثين الخاصين
- كريستين شرانر بورغنر (26 أبريل 2018 حتى الآن) [2]

## روابط خارجية
- الموقع الرسمي